# Tassignano
Tassignano è una frazione del comune italiano di Capannori, in provincia di Lucca, Toscana.

## Geografia
Il paese si trova in una zona intermedia della Piana di Lucca, nell'area centrale del comune di Capannori, a pochi passi sia dalla frazione principale che dal territorio del Compitese. Si estende completamente in una superficie pianeggiante e ospita più di 1 300 abitanti. Nel 2020 i residenti stranieri censiti erano 145.
Nonostante il suo territorio sia sede di diverse infrastrutture, la maggior parte della superficie è coperta da suolo agrario e zone incolte. Confina a nord con la frazione di Capannori, a sud con Carraia e Colognora, a est con la frazione di Paganico e ad ovest con Santa Margherita.

## Storia
Pur essendo un centro di modeste dimensioni Tassignano ha una storia abbastanza antica. Recenti ritrovamenti archeologici difatti confermano che anticamente nell'area vi fu un insediamento abitativo risalente alla civiltà romana. Gli scavi hanno portato alla luce le rovine di un'antica domus dotata di terme, oltre ai resti di una donna del V secolo e di un cane domestico vissuto duemila anni fa. Tassignano deve probabilmente il suo toponimo al proprietario terriero di "nomen" Taxinius, proprio durante il periodo di dominio romano.
Il paese viene ufficialmente menzionato per la prima volta in un testamento del 788 d.C. Il 1º giugno del 906, Pietro vescovo di Lucca, diede in gestione tre pezzi di terra e una vigna a un uomo della zona. Nel 1260 il priore del paese fu incaricato di redigere, insieme ad altri membri del clero, il Libellux Estimi Lucane Dyocesis, un documento nel quale furono riportati i dati relativi ai possessi e alle entrate delle numerose organizzazioni ecclesiastiche appartenenti alla diocesi di Lucca. Nel XIV secolo il paese fu coinvolto e danneggiato durante le continue guerre tra Lucca e Firenze. Il 24 maggio 1720, la comunità di Tassignano, per evitare il danneggiamento di strade e canali, emise un decreto che vietava a persone provenienti da altri insediamenti di poter far pascolare i propri animali nel territorio tassignanese. Un censimento del 1936 registrò in paese la presenza di 1 213 abitanti. In quasi un secolo non si è perciò avuto un aumento troppo considerevole della popolazione residente, incrementata soltanto di un decimo rispetto a quel periodo. Tassignano ha subito un considerevole processo di sviluppo e modernizzazione nel corso di tutto il XX secolo, soprattutto con la realizzazione di importanti infrastrutture. Il processo è continuato poi negli ultimi decenni con diversi interventi di rinnovamento.

## Monumenti e luoghi d'interesse
La chiesa di Santo Stefano Protomartire in Tassignano, fu ricostruita una prima volta nei primi anni del secolo XI sull'area di una precedente piccola chiesa menzionata già nel 799. In una lapide posta sul campanile si legge che nell'anno 1695 fu riedificata e ampliata, con la ricostruzione completa del campanile,  la quale subì variazioni aggiuntive anche nel XIX secolo quando venne rialzata. Altre modifiche alla chiesa sono state fatte tra il 1812 e il 1836, oltre ai restauri realizzati tra il 1922 e il 1931. Nel secondo dopoguerra si proseguì con l'elettrificazione delle campane e negli anni ottanta con numerose opere di ristrutturazione e abbellimento. Infine nel 1990 venne aggiunto l'impianto di riscaldamento. La chiesa si presenta con una sola navata e una pianta a croce latina.

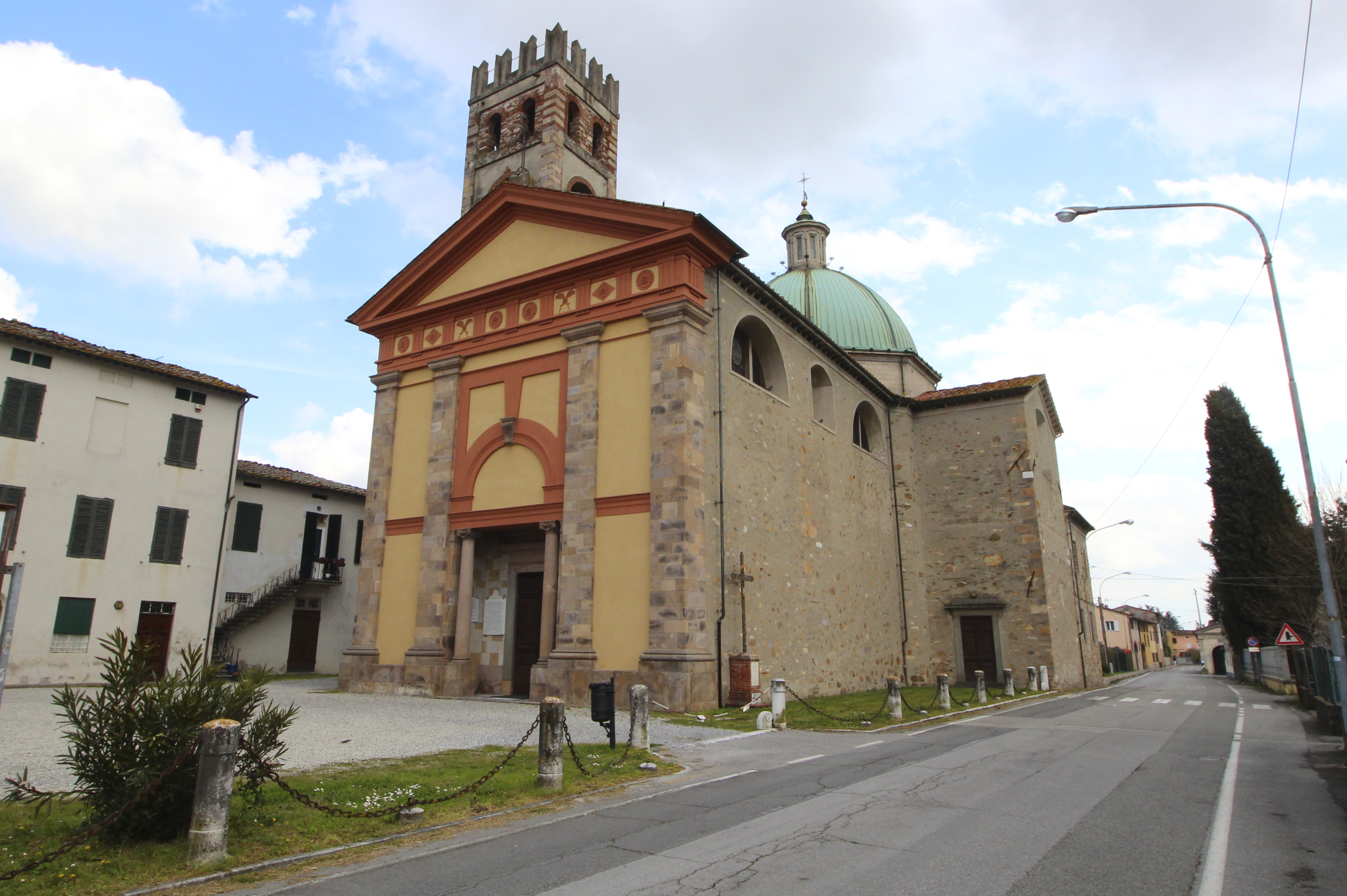
La chiesa di Tassignano, dedicata a Santo Stefano protomartire

Il paese di Tassignano ha mantenuto nel tempo la tradizionale disposizione della corte lucchese, il tipico sistema di edificazione adoperato per la costruzione delle case rurali in Lucchesia. Molti degli edifici più antichi del paese sono inoltre caratterizzati da mandolati, pareti forate tipiche della zona.
Nel 2012 l'area dell'antica Corte Mattaccio è stata riqualificata per volere del Comune di Capannori, con la realizzazione del Polo culturale Artemisia, 824 metri quadrati di zona ricreativa completa di parco giochi, bar e biblioteca comunale. L'accesso al polo culturale è stato facilitato a partire dal 2013 con l'inaugurazione di un sottopasso ciclo-pedonale, che consente ai residenti di attraversare in piena sicurezza la ferrovia che divide in due parti il paese.

## Infrastrutture e trasporti

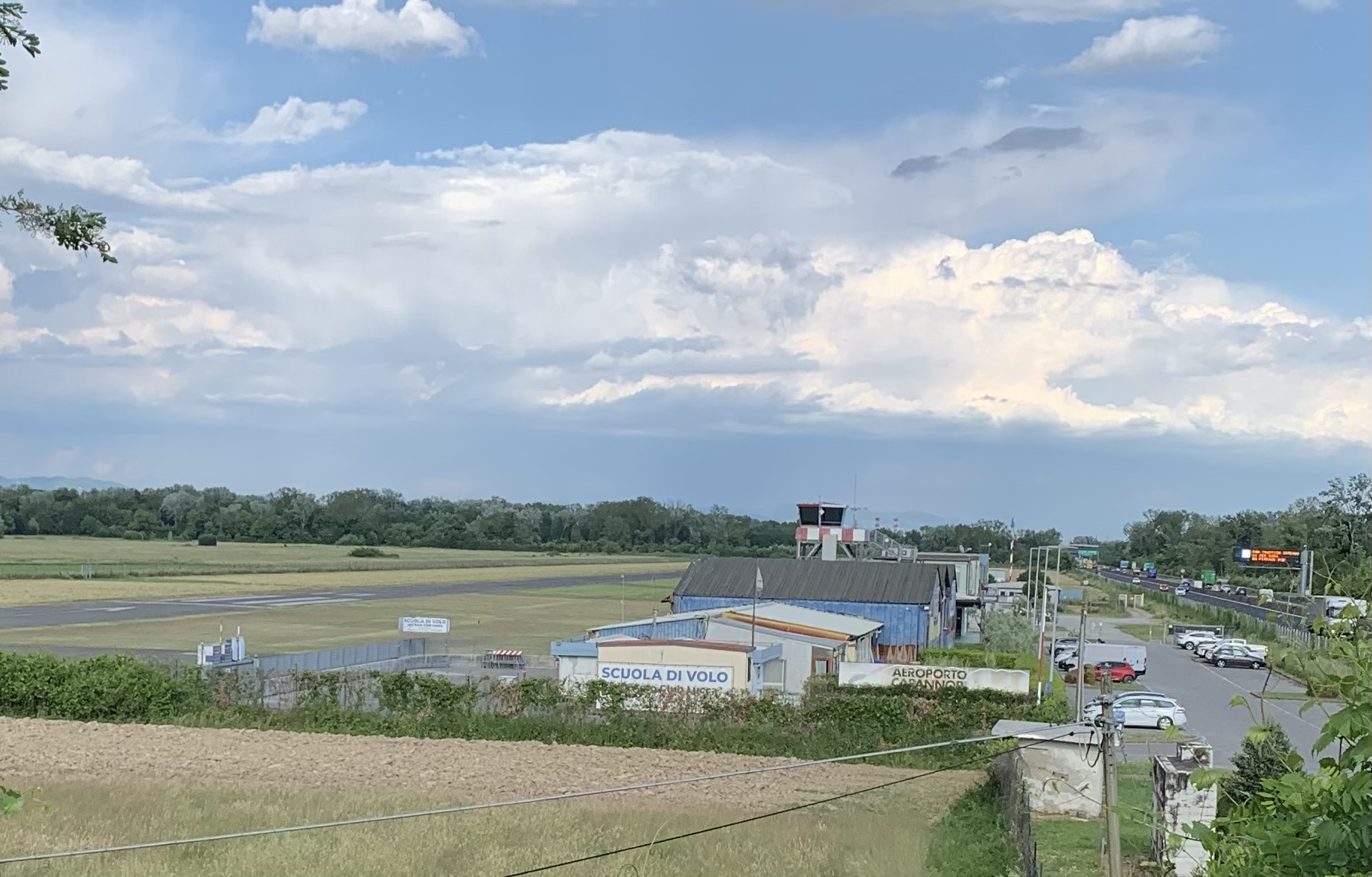
Aeroporto di Tassignano denominato Giacomo Puccini

Tassignano è uno dei centri principali della Piana di Lucca per quanto riguarda le vie di comunicazione. Il paese è attraversato dalla ferrovia Maria Antonia, lungo la quale è presente la stazione di Tassignano-Capannori, e non lontano da essa si trova il piccolo aeroporto di Lucca-Tassignano, chiamato Giacomo Puccini, aperto da mercoledì a domenica, dove ogni settembre si svolge la Festa dell'Aria, un evento che raduna appassionati di volo (soprattutto mongolfiere) provenienti da tutta Italia. A sud scorre l'autostrada Firenze-Mare e il paese è servito dalla vicina uscita "Capannori".
La frazione è quindi situata in un luogo strategico soprattutto per quanto riguarda il distretto cartario di Lucca. Difatti nei pressi del cavalcavia autostradale in direzione sud, nell'area di confine con la località di Carraia, si trova un'importante zona industriale che ospita imprese operanti in diversi settori quali industria cartaria e cartotecnica, logistica, telecomunicazione, meccanica, industria tessile, materie plastiche e industria chimica.

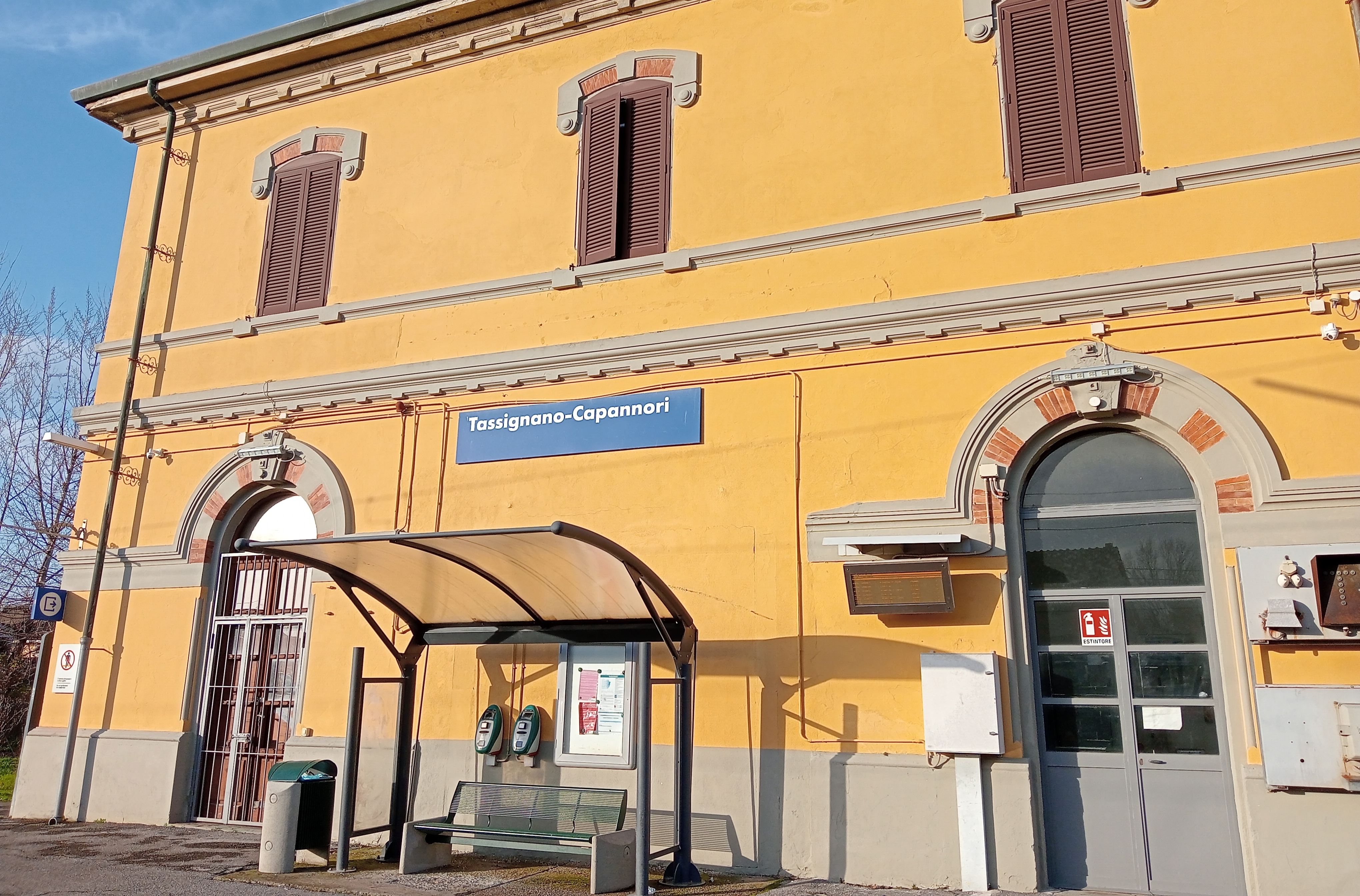
La stazione di Tassignano

Nel 2020 si avvia la realizzazione di un hangar militare in una zona demaniale lungo la ferrovia, a breve distanza da numerose abitazioni e dall'aeroporto. Il complesso ha un impatto visivo non indifferente essendo alto circa trenta metri, motivo per cui l'amministrazione comunale si era inizialmente opposta alla sua edificazione. Tale struttura avrà lo scopo di contenere un dirigibile (più dettagliatamente un Aerostato Vincolato) utilizzato dall'esercito per effettuare lanci di addestramento militare con paracadute vincolati. In cambio, il sindaco locale Luca Menesini ha ottenuto un accordo che consiste nella riqualificazione dell'area a spese dell'esercito italiano. Il progetto dovrebbe prevedere l'introduzione di 150 nuovi alberi e la realizzazione di un parco cittadino che include area jogging, zona fitness, campo sportivo e tre lotti adibiti al parcheggio di autovetture.